# Pumpernickel

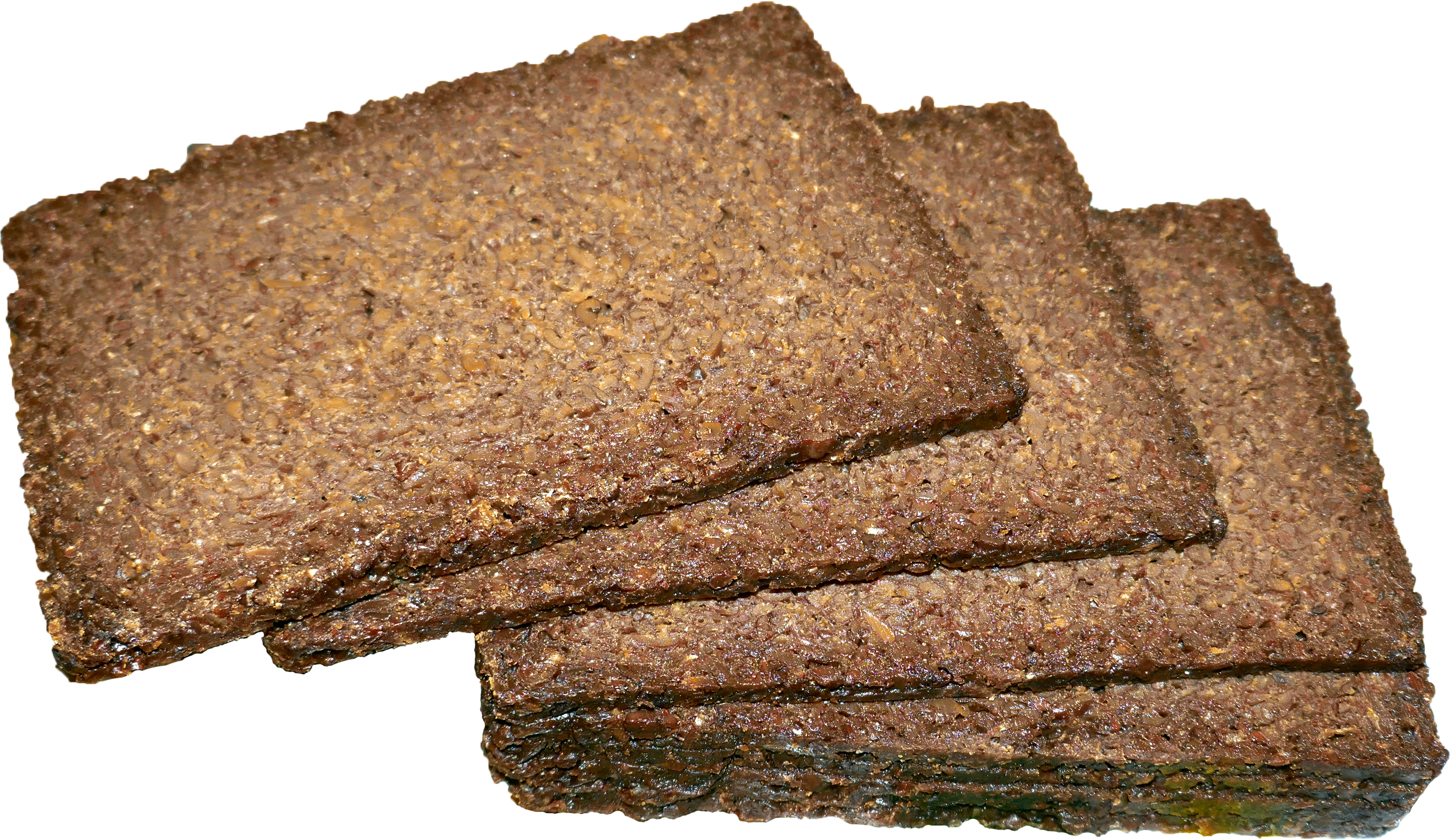

Pumpernickel é um pão de centeio muito escuro típico da Alemanha. A massa não é preparada com levedura e o pão é cozido em banho-maria, na umidade da própria massa durante 16 a 24 horas. 
Começa por se preparar uma massa lêveda, sem adição de leveduras ou fermentos, misturando apenas a farinha de centeio com água e deixando fermentar naturalmente durante três dias num local morno (24-29 ºC), mexendo a mistura pelo menos duas vezes por dia e acrescentando pequenas quantidades de farinha e água, até que a fermentação pare. 
O pumpernickel começou como um pão dos pobres, com a farinha mais barata, que incluía grãos inteiros de centeio, misturada com restos de pão seco que se demolhavam, sem usar levedura nem adoçantes, que eram ingredientes caros. Finalmente, era posto a cozer no calor dum forno apagado, quando tudo o que era importante já tinha sido cozido. Atualmente, mesmo na Alemanha, o pumpernickel pode levar adoçantes, como mel ou melaço, e aromatizantes, como alcaravia, coentro, cacau ou café. 
Se a massa lêveda foi preparada com as quantidades adequadas de farinha e água, não é necessário acrescentar mais para cozer o pão. O importante é ter uma forma própria e, de preferência, uma pedra de assar; a massa deve ter a umidade suficiente para o pão cozer numa temperatura baixa. Depois de cozido, o pumpernickel deve ainda “descançar